# Advanced Function Presentation
Pour les articles homonymes, voir AFP (homonymie).
L'Advanced Function Presentation (AFP) est l'architecture d'impression créée par IBM et un langage de description de pages. L'impression des données AFPDS est majoritairement effectuée au format IPDS car ce format d'impression gère les erreurs de manière très évoluée (imprimer un A3 sur un A4, zone de page manquante, reprise après bourrage imprimante, caractère manquant, recto-verso...), les logiciels utilisant une couche intermédiaire qui simule au serveur d'imprimante une imprimante IPDS font perdre l'intérêt de l'IPDS, à savoir l'intégrité (garantie du traitement du flux).
Le standard AFP est désormais régi par l'AFP Consortium.
La taille en format AFP peut être compressée jusqu’à 1 kio par page. Du fait de ces très petites tailles de fichiers, il est recommandé de choisir AFP comme format de stockage.
Les fichiers AFP sont constitués de trois parties dont deux sont facultatives :
- les ressources ;
- les index ;
- les données.

Les ressources, placées dans l’entête du fichier, regroupent tout ce qui concerne les polices d’écritures, les descriptions de pages, les images, etc. Afin d’alléger le fichier, elles ne sont pas forcément présentes dans le fichier. Dans le cas où les ressources sont présentes, on dit que le fichier est généré par un utilitaire ACIF permettant d'inclure les ressources et les index à un document pour en faire un document transportable. Les index peuvent être présents afin de permettre la navigation dans le document (pour les documents volumineux).
La partie donnée désigne les textes. Dans cette partie, toutes les ressources nécessaires sont référencées, il n’y a pas de ressources.
En résumé, les flots AFP sont constitués :
- de polices de caractères (Font en anglais) ;
- de fonds de page électronique (overlay en anglais) ;
- de formats d'impression (description de pages) ;
- d’images, dessins ou graphiques ;
- d’un fichier de données.

## Outils de manipulation de l'AFP
- InfoPrint Manager - Transforme les flux SAP (OTF&ABAP) en AFPDS (avec TLE pour les index)
- RICOH PROCESS DIRECTOR - Ordonnanceur et spouleur permettant le transfert de données entre différentes technologies déconnectées
- PReS CONNECT - Solution de composition et conversion de fichier AFPDS (ou AFP/TLE) en XML, PDF ou en flux d'impression IPDS, PS...
- AFP Fast Parser - Solution de conversion AFP/IPDS to PDF ultra rapide (MPI Tech)
- Open Print Remake (Sefas Innovation)
- Streamweaver (Pitney Bowes)
- AFPExplorer (CompulsiveCode)
- Papyrus Suite (Designer/DocEXEC/Objects) (ISIS Papyrus)
- FORMULARY (ADDPI - Efalia)
- ChannelStream (Cincom Systems)
- Inspire Designer (Quadient)
- DocBridge Mill ( Compart)

## Visualiseur AFP
- Parser for Web (MPI Tech)
- AFPVIP
- AFP BTB
- Papyrus AFP Viewer
- Inspire Viewer (Quadient)
- DocBridge-View (Compart)
- AFPViewer (CompulsiveCode)

## Normalisation
En août 2015, l'ISO a publié une première version de la norme ISO 18565 « Document management — AFP/Archive », qui spécifie un sous-ensemble d'AFP adapté à la conservation à long terme.
On peut noter que la terminologie utilisée est censée s'appuyer sur celle définie dans le cadre de la norme ISO 19005-1, spécifiant PDF/A-1 (cf. références normatives de l'ISO 18565).